# حكاية لعبة 2 (غيم بوي)
حكاية لعبة 2 (بالإنجليزية: Toy Story 2)‏، هي لعبة فيديو بريطانية من نوع منصات، وهي من تطوير ستوديو تيرتاكس ديزاين، ونشرها شركة تي إتش كيو الأمريكية، صدرت في الأسواق سنة 1999، وتعمل على منصة غيم بوي كولر الحصرية، وهي الجزء الثاني من سلسلة ألعاب حكاية لعبة.